# Shijiu Hu
Shijiu Hu (kinesiska: 石臼湖) är en sjö i Kina. Den ligger i den östra delen av landet, 1 000 km söder om huvudstaden Peking. Shijiu Hu ligger 4 meter över havet. Arean är 206 kvadratkilometer. Den sträcker sig 18,7 kilometer i nord-sydlig riktning, och 19,9 kilometer i öst-västlig riktning.